# Langue parlée par Jésus
 (décembre 2024).
La mise en forme du texte ne suit pas les recommandations de Wikipédia : il faut le « wikifier ».
Les points d'amélioration suivants sont les cas les plus fréquents. Le détail des points à revoir est peut-être précisé sur la page de discussion.
- Les titres sont pré-formatés par le logiciel. Ils ne sont ni en capitales, ni en gras.
- Le texte ne doit pas être écrit en capitales (les noms de famille non plus), ni en gras, ni en italique, ni en « petit »…
- Le gras n'est utilisé que pour surligner le titre de l'article dans l'introduction, une seule fois.
- L'italique est rarement utilisé : mots en langue étrangère, titres d'œuvres, noms de bateaux, etc.
- Les citations ne sont pas en italique mais en corps de texte normal. Elles sont entourées par des guillemets français : « et ».
- Les listes à puces sont à éviter, des paragraphes rédigés étant largement préférés. Les tableaux sont à réserver à la présentation de données structurées (résultats, etc.).
- Les appels de note de bas de page (petits chiffres en exposant, introduits par l'outil «  Source ») sont à placer entre la fin de phrase et le point final[comme ça].
- Les liens internes (vers d'autres articles de Wikipédia) sont à choisir avec parcimonie. Créez des liens vers des articles approfondissant le sujet. Les termes génériques sans rapport avec le sujet sont à éviter, ainsi que les répétitions de liens vers un même terme.
- Les liens externes sont à placer uniquement dans une section « Liens externes », à la fin de l'article. Ces liens sont à choisir avec parcimonie suivant les règles définies. Si un lien sert de source à l'article, son insertion dans le texte est à faire par les notes de bas de page.
- La présentation des références doit suivre les conventions bibliographiques. Il est recommandé d'utiliser les modèles {{Ouvrage}}, {{Chapitre}}, {{Article}}, {{Lien web}} et/ou {{Bibliographie}}. Le mode d'édition visuel peut mettre en forme automatiquement les références.
- Insérer une infobox (cadre d'informations à droite) n'est pas obligatoire pour parachever la mise en page.

Pour une aide détaillée, merci de consulter Aide:Wikification.
Si vous pensez que ces points ont été résolus, vous pouvez retirer ce bandeau et améliorer la mise en forme d'un autre article.
Il existe un consensus parmi les érudits sur le fait que Jésus de Nazareth parlait la langue araméenne,. L'araméen était la langue commune de la Judée romaine, elle était donc également parlée par les disciples de Jésus. Les villages de Nazareth et de Capharnaüm en Galilée, où il passa la majeure partie de son temps, étaient peuplés de communautés parlant l'araméen. Jésus parlait probablement le dialecte galiléen, différent de celui qui était parlé à Jérusalem à l'époque romaine. En se basant sur le changement de nom ou les surnoms symboliques de certains de ses apôtres, il est également probable que Jésus ou au moins l'un de ses apôtres connaissait suffisamment le grec koinè pour converser avec des non-Judéens. Il est raisonnable de supposer que Jésus connaissait bien l'hébreu à des fins religieuses, car c’est la langue liturgique du judaïsme,,,.

## Contexte culturel et linguistique
L'araméen était la langue véhiculaire de la Méditerranée orientale pendant et après les empires néo-assyrien, néo-babylonien et achéménide (722-330 av. J.-C.) et est resté une langue courante dans la région au premier siècle de notre ère. Bien que le grec prît une importance croissante, l'araméen continua de se répandre et devint finalement la langue dominante parmi les Juifs, tant en Terre Sainte que dans d'autres régions du Moyen-Orient, aux alentours de 200 après J.-C. et le resta jusqu'aux conquêtes islamiques du VIIe siècle.

### Manuscrits de la mer Morte
L'archéologue des manuscrits de la mer Morte, Yigaël Yadin, a observé que l'araméen était la langue principale des Hébreux jusqu'à la révolte de Simon Bar Kokhba (132-135 apr. J.-C.). En étudiant les documents datant de cette époque, il a constaté un passage de l'araméen à l'hébreu. Dans son ouvrage Bar Kokhba : La redécouverte du héros légendaire de la dernière révolte juive contre la Rome impériale, Yadin note : « Il est remarquable que les documents les plus anciens soient rédigés en araméen, tandis que les plus récents soient en hébreu. Ce changement pourrait avoir été dû à un décret spécial de Bar Kokhba visant à rétablir l'hébreu comme langue officielle de l'État ».
Dans un autre livre de Sigalit Ben-Zion, Yadin écrit : « Il semble que ce changement soit le résultat de l'ordre donné par Bar Kokhba, qui voulait faire revivre la langue hébraïque et en faire la langue officielle de l'État. ». Yadin souligne que l'araméen était la lingua franca régionale à l'époque.

### Josèphe
L'historien hébreu Josèphe commente l'apprentissage du grec dans la Judée du premier siècle : 

« J'ai également déployé de grands efforts pour acquérir le savoir des Grecs et comprendre les éléments de la langue grecque. Cependant, comme je me suis longtemps habitué à parler notre propre langue, je ne peux pas prononcer le grec avec une précision suffisante. En effet, notre nation n'encourage pas ceux qui apprennent les langues de plusieurs nations et embellissent leurs discours par la fluidité de leurs périodes, car ce genre d'accomplissement est considéré comme courant, non seulement parmi tous les hommes libres, mais aussi parmi les serviteurs qui souhaitent les apprendre. En revanche, on témoigne de la sagesse d'un homme pleinement versé dans nos lois et capable d'en interpréter le sens. À ce titre, bien que nombreux soient ceux qui ont fait preuve d'une grande patience pour acquérir ce savoir, à peine deux ou trois y sont parvenus, et ils ont été immédiatement récompensés pour leurs efforts. »

— Antiquitates Judaicae XX, XI
Au premier siècle après J.-C., la langue araméenne était très répandue dans tout le Moyen-Orient, comme le prouve le témoignage de Josèphe dans La Guerre des Juifs.
Josèphe a choisi d'informer les habitants des régions qui sont aujourd'hui l'Iran, l'Irak et les zones isolées de la péninsule arabique sur la guerre des Juifs contre les Romains à travers des ouvrages qu'il a rédigés « dans la langue de notre pays ». Ces écrits furent ensuite traduits en grec afin de les rendre accessibles aux Grecs et aux Romains :

« Je me suis proposé, dans l’intérêt de ceux qui vivent sous le gouvernement des Romains, de traduire en langue grecque ces livres que j’avais auparavant rédigés dans la langue de notre pays et envoyés aux Barbares du Haut. Moi, Joseph, fils de Matthias, Hébreu de naissance, prêtre également, et qui, au début, ai combattu contre les Romains, avant d’être contraint d’assister aux événements qui suivirent, [je suis l’auteur de cette œuvre]. »

— De Bello Judaico (Livre 1, Préface, Paragraphe 1)

« Je trouvais donc absurde de voir la vérité falsifiée dans des affaires d'une si grande importance et de ne pas en tenir compte, tout en laissant les Grecs et les Romains qui n'avaient pas participé aux guerres ignorer ces événements, lisant soit des flatteries, soit des fictions. Pendant ce temps, les Parthes, les Babyloniens, les Arabes les plus éloignés, ainsi que ceux de notre nation au-delà de l'Euphrate, et les Adiabéniens, grâce à moi, connaissaient avec précision l'origine de la guerre, les malheurs qu'elle nous a infligés, et la manière dont elle s'est terminée. »

— De Bello Judaico (Livre 1 Préface, Paragraphe 2)
H. St. J. Thackeray, qui a traduit Les Guerres Juives de Josèphe du grec vers l'anglais, souligne également que le texte grec n'était pas la première version de l'œuvre. Selon le prologue, il avait été précédé par un récit rédigé en araméen, destiné aux « barbares de l'intérieur ». Ces derniers sont spécifiquement définis comme étant les habitants de Parthie, de Babylone et de l'Arabie, ainsi que la dispersion juive en Mésopotamie et les habitants d'Adiabène, une principauté dont la famille royale, comme on le rappelle fièrement, s'était convertie au judaïsme (B. i, 3, 6). Le texte grec, dans ce contexte, est décrit comme une « version » faite pour les sujets de l'Empire romain, c'est-à-dire pour le monde gréco-romain dans son ensemble.
Dans Actes 1:19, le « Champ du Sang » était connu de tous les habitants de Jérusalem dans leur propre langue sous le nom d'Akeldama, ce qui correspond à la translittération des mots araméens « Haqal Dama ».
Josèphe a différencié l’hébreu de sa langue et de celle de l’Israël du premier siècle. Josèphe fait référence aux mots hébreux comme appartenant à « la langue hébraïque » mais fait référence aux mots araméens comme appartenant à « notre langue » ou « la langue de notre pays ».
Josèphe fait référence à un mot hébreu en utilisant l'expression « la langue hébraïque » : « Mais les affaires des Cananéens étaient à cette époque dans un état florissant, et ils attendaient les Israélites avec une grande armée dans la ville de Bézek, ayant remis le gouvernement entre les mains d'Adonibezek, dont le nom désigne le Seigneur de Bézek, car Adoni en langue hébraïque signifie Seigneur. ».
Dans cet exemple, Josèphe évoque un terme araméen en le qualifiant de « notre langue » : « Cette partie récemment construite de la ville était appelée 'Bezetha' dans notre langue, ce qui, lorsqu'on le traduit en grec, peut être désigné par 'la Nouvelle Ville'. »
À plusieurs reprises dans le Nouveau Testament, les mots araméens sont appelés hébreux. Par exemple, dans Jean 19:17, l'auteur de l'Évangile raconte que Jésus, « portant sa croix, se rendit au lieu appelé le lieu du crâne, qui s'appelle en hébreu Golgotha ». Le dernier mot est, en fait, araméen. Le mot « Golgotha » est une translittération d'un mot araméen, car le suffixe -tha dans Golgotha correspond à l'article défini araméen d'un nom féminin à l'état emphatique.

## Phrases araméennes dans le Nouveau Testament grec
Le Nouveau Testament grec translittère quelques mots sémitiques. Lorsque le texte lui-même fait référence à la langue de ces glosses sémitiques, il utilise des mots signifiant « hébreu »/« juif » (Actes 21:40 ; 22:2 ; 26:14 : têi hebraḯdi dialéktōi, litt. 'dans le/la dialecte/langue hébreux(se)')  mais ce terme est souvent appliqué à des mots et des phrases indubitablement araméens, ; pour cette raison, il est souvent interprété comme signifiant « la langue vernaculaire (araméen) des Juifs » dans les traductions récentes.
Une petite minorité de chercheurs pensent que la majeure partie, voire la totalité, du Nouveau Testament a été écrite à l'origine en araméen,. Cette théorie est connue sous le nom de primauté araméenne.

### Talitha kum(Ταλιθὰ κούμ)
Dans l'Évangile selon Marc au vers 5:41 :

« Et prenant la main de l'enfant, il lui dit : « Talitha koum », ce qui se traduit par : « Petite fille, je te le dis, lève-toi. » »

— Marc 5:41
Ce verset présente une expression araméenne, attribuée à Jésus pour ressusciter la fille, accompagnée de sa translittération en grec : ταλιθὰ κούμ. Certains manuscrits grecs (Codex Sinaiticus, Vaticanus) de l'Évangile selon Marc contiennent cette version du texte, tandis que d'autres (Codex Alexandrinus, le texte connu sous le nom de Texte Majoritaire, ainsi que la Vulgate latine) utilisent plutôt la forme κοῦμι (koumi, cumi). Cette dernière se trouve également dans le Textus Receptus et est la version qui apparaît dans la KJV.[réf. nécessaire]
La forme originelle araméenne est ṭlīthā quūm. Le mot ṭlīthā est la forme féminine du mot ṭlē, qui signifie « jeune ». Qūm correspond au verbe araméen « se lever, se tenir debout ». À l'impératif féminin singulier, il s'agissait à l'origine du mot qūmī. Cependant, il existe des preuves[pas clair] selon lesquelles dans le discours, le -ī final a été supprimé, de sorte que l'impératif ne faisait pas de distinction entre les genres masculin et féminin. Les manuscrits les plus anciens utilisaient donc une orthographe grecque qui reflétait la prononciation, tandis que l'ajout d'un « ι » était peut-être dû à un copiste aux tendances livresques.[réf. nécessaire]
En écriture carrée araméenne, cela correspond à טליתא קומי ou טליתא קום.[réf. nécessaire]

### Ephphatha (Ἐφφαθά)
Marc 7:34
Et, levant les yeux au ciel, il soupira, et lui dit : « Ephphatha », ce qui signifie « ouvre-toi ».
Une fois de plus, le mot araméen est donné avec la translittération, seulement cette fois, le mot à translittérer est plus compliqué. En grec, l'araméen est écrit sous la forme ἐφφαθά. Cela pourrait provenir de l'araméen ethpthaḥ, l'impératif passif du verbe pthaḥ, « ouvrir », puisque le th s'assimile fréquemment en araméen occidental. Le pharyngien ḥ était souvent omis dans les transcriptions grecques de la Septante (Ancien Testament grec) et était également adouci en langue galiléenne.
En araméen, cela pourrait correspondre à אתפתח ou אפתח. Ce mot a été adopté comme devise officielle de l'Université Gallaudet, l'école pour sourds la plus importante des États-Unis.

### Abba (Ἀββά[ς])
Marc 14:36
« Abba, Père, dit-il, tout t’est possible. Éloigne de moi cette coupe ! Toutefois, non pas ce que je veux, mais ce que tu veux. »
Galates 4:6
Et parce que vous êtes fils, Dieu a envoyé dans nos coeurs l'Esprit de son Fils, lequel crie : « Abba ! Père ! »
Romains 8:15
Et vous n'avez point reçu un esprit de servitude, pour être encore dans la crainte; mais vous avez reçu un Esprit d'adoption, par lequel nous crions: « Abba ! Père ! »
Abba, une forme originellement araméenne empruntée à l'Ancien Testament grec sous forme de nom (2Chr 29:1) [représentant l'hébreu Abijah (אֲבִיָּה)], courant en hébreu mishnique et toujours utilisé en hébreu moderne. (écrit Αββά[ς] en grec et 'abbā en araméen), est immédiatement suivi de l'équivalent grec (Πατήρ) sans mention explicite qu'il s'agisse d'une traduction. En araméen, cela correspondrait à אבא.
Le nom Barabbas constitue une hellénisation de l'araméen Bar Abba (בר אבא), littéralement « Fils du Père ».

### Raca (Paka)
Matthieu 5:22
Mais je vous dis que quiconque se met en colère contre son frère mérite d’être jugé ; et quiconque dit à son frère : Raca ! mérite d’être puni par le sanhédrin ; et quiconque lui dit : Insensé ! mérite d’être puni dans la géhenne du feu.
(Le texte entre crochets n'apparaît pas dans toutes les recensions et est absent de la Vulgate latine.)
Raca, ou Raka, dans l'araméen et l'hébreu du Talmud, signifie celui qui est vide, l'imbécile, la tête vide.
En araméen, cela pourrait correspondre au mot ריקא ou ריקה.

### Mammon (Μαμωνάς)
Évangile selon Matthieu 6:24
Nul ne peut servir deux maîtres. Car, ou il haïra l’un et aimera l’autre, ou il s’attachera à l’un et méprisera l’autre. Vous ne pouvez servir Dieu et Mammon.
Luc 16:9–13
Et moi, je vous dis : Faites-vous des amis avec les mammon de l'injustice, afin que, lorsqu'ils viendront à défaillance, ils vous reçoivent dans les tabernacles éternels. Celui qui est fidèle dans ce qui est très peu, est fidèle aussi dans ce qui est beaucoup ; et celui qui est injuste dans ce qui est très peu, est injuste aussi dans ce qui est beaucoup. Si donc vous n'avez pas été fidèles dans l'usage du mammon de l'injustice, qui vous confiera le véritable bien ? Et si vous n'avez pas été fidèles dans ce qui est à autrui, qui vous donnera ce qui est à vous ? Aucun serviteur ne peut servir deux maîtres ; car, ou il haïra l’un et aimera l’autre, ou il s'attachera à l'un et méprisera l'autre. Vous ne pouvez servir Dieu et Mammon.
En araméen, cela pourrait correspondre à ממון (ou, dans l'état « emphatique » typique de l'araméen suggéré par la terminaison grecque, ממונא). On considère généralement qu'il s'agit d'un mot araméen d'origine emprunté à l'hébreu rabbinique mais son apparition dans l'hébreu biblique tardif et, semble-t-il, dans le punique du IVe siècle pourrait indiquer qu'il avait un « arrière-plan sémitique commun » plus général.
Dans le Nouveau Testament, le mot Μαμωνᾶς Mamōnâs se décline comme un mot grec, alors que de nombreux autres mots araméens et hébreux sont traités comme des mots étrangers indéclinables.

### Rabbuni (Ραββουνί)
Jean 20:16
Jésus lui dit : Marie ! Elle se tourna, et lui dit en hébreu : Rabboni ! c'est-à-dire Maître.
Également dans Marc 10:51. Forme hébraïque « rabbi » utilisée comme titre de Jésus dans Matthieu 26:25,49 ; Marc 9:5, 11:21, 14:45 ; Jean 1:38, 1:49, 4:31, 6:25, 9:2, 11:8.
En araméen, cela correspond à la forme רבוני.

### Maranatha (Μαραναθά)
Didachè 10:6 (Prière après la communion)
Vienne la grâce et que ce monde passe ! « Hosanna au Dieu de David ! » Si quelqu'un est saint, qu'il vienne ! Si quelqu'un ne l'est pas, qu'il fasse pénitence ! Maran Atha, Amen.
1 Corinthiens 16:22
Si quelqu’un n’aime pas le Seigneur, qu’il soit anathème ! Maranatha !
Selon la manière dont on choisit de diviser l'expression grecque unique des premiers manuscrits en araméen, cela pourrait être soit מרנא תא ( marana tha, « Seigneur, viens ! ») ou מרן אתא ( maran atha, « Notre Seigneur est venu »).

### Eli, Eli, lema sabachthani (Ἠλί, Ἠλί, λεμὰ σαβαχθανί)
Cette phrase, l'une des sept paroles de Jésus sur la croix, est donnée en deux versions : dans l'Évangile de Matthieu, elle est translittérée en grec comme Ἠλί, Ἠλί, λεμὰ σαβαχθανί ; dans l'Évangile de Marc, elle est donnée comme Ἐλωΐ, Ἐλωΐ, λαμὰ σαβαχθανί. Les différences entre les deux sont l’utilisation, dans Marc, de elōi plutôt que de ēli, et de lama plutôt que de lema.
Dans l'ensemble, on peut dire que les deux versions sont en araméen plutôt qu'en hébreu, en raison du verbe שבק (šbq) « abandonner », qui n'existe qu'en araméen, L'homologue biblique hébreu de ce mot, אזב ('zb) apparaît dans la deuxième ligne du Psaume 22 de l'Ancien Testament, que le dicton semble citer. Ainsi, Jésus ne cite pas la version hébraïque canonique (ēlī ēlī lāmā 'azabtānī), prononcée par le roi David lui-même, mais plutôt la version d'un Targum araméen (traduction de la Bible). Les Targums araméens ayant été retrouvés utilisent le verbe šbq dans leurs traductions du Psaume 22.
Le mot utilisé dans l'Évangile selon Marc pour « mon dieu », Ἐλωΐ, correspond à la forme araméenne אלהי, elāhī. Celui utilisé dans Matthieu, Ἠλί, correspond mieux au אלי du psaume hébreu original, comme cela a été souligné dans la littérature ; cependant, il peut aussi s'agir de l'araméen car cette forme est également attestée en araméen,.
Dans le verset suivant, dans les deux récits, certains de ceux qui entendent le cri de Jésus imaginent qu'il appelle à l'aide Élie (Ēlīyā en araméen).
Presque tous les manuscrits grecs anciens montrent les signes d'une tentative de normalisation des deux versions légèrement différentes des paroles de Jésus, présentées dans Marc et Matthieu. Par exemple, le particulier Codex Bezae traduit les deux versions par ηλι ηλι λαμα ζαφθανι (ēli ēli lama zaphthani). Les familles textuelles alexandrines, occidentales et césariennes reflètent toutes une harmonisation des textes entre Matthieu et Marc. Seule la tradition textuelle byzantine conserve une distinction.
La forme araméenne du mot šəḇaqtanī est basée sur le verbe šǝḇaq / šāḇaq, « permettre, permettre, pardonner et abandonner », avec la terminaison d'aspect parfait -t (deuxième personne du singulier : « tu »), et le suffixe d'objet -anī (première personne du singulier : « moi »).
L'interprétation la plus probable de la phrase dans son araméen original, telle que l'a prononcée Jésus, aurait été "אלי, אלי, למה שבקתני", translittéré par Eli, Eli, ləmā šəḇaqtanī.
En hébreu, le dicton serait « אֵלִ֣י אֵ֖לִי לָמָ֣ה עֲזַבְתָּ֑נִי (ēlī ēlī, lāmā 'azabtānī) en hébreu biblique, eli eli lama azavtani en prononciation hébraïque moderne), tandis que le L'expression araméenne selon la Peshitta correspondrait au Syriaque ܐܝܠܝ ܐܝܠܝ ܠܡܐ ܫܒܩܬܢܝ (ʔēl ʔēl lǝmā šǝḇaqtān) (Matthieu 27 :46) ou au Syriaque ܐܠܗܝ ܐܠܗܝ ܠܡܢܐ ܫܒܩܬܢܝ (ʾalāh ʾalāh lǝmānā šǝḇaqtān) (Marc 15:34).
Cette parole est interprétée par certains comme un abandon du Fils par le Père. Une autre interprétation soutient qu'au moment où Jésus a pris sur lui les péchés de l'humanité, le Père a dû se détourner du Fils parce que le Père a « les yeux trop purs pour voir le mal et ne peut regarder l'iniquité ». D’autres théologiens comprennent ce cri comme celui d’un être véritablement humain qui se sent abandonné. Mis à mort par ses ennemis, très largement abandonné par ses amis, il s'est peut-être aussi senti abandonné par Dieu.
D'autres voient ces mots dans le contexte du Psaume 22 et suggèrent que Jésus a récité ces mots, peut-être même le psaume entier, « afin qu'il puisse se montrer comme l'Être même auquel ces mots se réfèrent ; afin que les scribes et le peuple juifs puissent examiner et voir la raison pour laquelle il ne voulait pas descendre de la croix ; à savoir, parce que ce psaume même montrait qu'il était destiné à souffrir ces choses. »

### Iota et trait (Ἰῶτα ἓν ἢ μία κεραία)
Matthieu 5:18
Car, en vérité, je vous le dis, tant que le ciel et la terre subsisteront, il ne disparaîtra pas de la loi un seul iota, ni un seul trait de lettre, jusqu'à ce que tout soit arrivé.
La citation les utilise comme exemple de détails extrêmement mineurs. Dans le texte grec traduit en français, on trouve l'expression iota et keraia. Iota est la plus petite lettre de l'alphabet grec (ι), mais comme seules des majuscules étaient utilisées à l'époque où le Nouveau Testament grec a été écrit (Ι ; c'est néanmoins la plus petite de toutes les majuscules grecques) et parce que la Torah a été écrite en hébreu, elle représente probablement le yodh hébreu (י) qui est la plus petite lettre de l'alphabet hébreu. La Kéraia est un crochet ou une empattement.

### Korban (Κορβάν)
Matthieu 27:6
Les principaux sacrificateurs prirent les trente pièces d'argent, et dirent : Il n'est pas permis de les mettre dans le trésor du temple, parce qu'elles sont le prix du sang.
En araméen (קרבנא), il fait référence au trésor du Temple de Jérusalem, dérivé de l'hébreu Korban (קרבן), trouvé dans Marc 7:11 et la Septante (en translittération grecque), signifiant don ou offrande religieuse.
Le grec ancient κορβανᾶς se décline comme un nom grec, tout comme d'autres exemples.

### Sikera (Σίκερα)
Luc 1:15
Car il sera grand devant le Seigneur ; il ne boira ni vin, ni liqueur enivrante, et il sera rempli du Saint-Esprit dès le sein de sa mère.

### Hosanna (Ὡσαννά)
Marc 11:9
Ceux qui précédaient et ceux qui suivaient, criaient : Hosanna ! Béni soit celui qui vient au nom du Seigneur !
Ce mot est dérivé de הושע נא. On considère généralement qu'il s'agit d'une citation du Psaume 118:25 « Ô Éternel, donne le salut ! », mais la forme hébraïque biblique originale était הושיעה נא. La forme abrégée הושע pourrait être soit araméenne, soit hébraïque,.

## Les noms propres araméens dans le Nouveau Testament
Les noms propres du Nouveau Testament proviennent de plusieurs langues ; l’hébreu et le grec sont les plus courants. Il existe cependant quelques noms araméens. La caractéristique la plus importante des noms araméens est bar (translittération grecque βαρ, araméen bar), qui signifie « fils de », un préfixe patronymique courant. Son équivalent hébreu, ben, brille par son absence. Voici quelques exemples :
- Matthieu 10:3 – Barthélémy (Βαρθολομαῖος from bar-Tōlmay, « fils des sillons » or « laboureur »).
- Matthieu 16:17 – Simon bar-Jona (Σίμων Βαριωνᾶς de Šim‘ōn bar-Yōnā, « Simon fils de Jonah »).
- Jean 1:42 – Simon bar-Jochanan (« Simon fils Jean »).
- Matthieu 27:16 – Barabbas (Βαραββᾶς de bar-Abbā, « fils du père »).
- Marc 10:46 – Bartimaeus (Βαρτιμαῖος provient peut-être de la combinaison de l'araméen 'bar' et du grec timaios, signifiant « honorable » ou « hautement estimé », peut-être « fils honorable »).
- Actes 1:23 – Barsabbas (Βαρσαββᾶς de bar-Šabbā, « fils du Shabbat »).
- Actes 4:36 – Joseph, appelé Barnabas (Βαρνάβας, de bar-Navā signifiant « fils de la prophétie », « le prophète », mais traduit en grec par υἱὸς παρακλήσεως ; généralement traduit par « fils de consolation/encouragement », le grec pourrait aussi signifier « invocation »).
- Actes 13:6 – Bar-Jesus (Βαριησοῦς de bar-Išo, "fils de Jésus/Joshua").

### Boanerges (Βοανηργές)
Marc 3:17
Et Jacques, fils de Zébédée, et Jean, le frère de Jacques, auxquels il donna le nom de Boanergès, c'est-à-dire fils du tonnerre
Jésus donne aux frères les surnoms Jacques et Jean pour refléter leur impétuosité. La traduction grecque de leur nom est Βοανηργές (Boanērges).
Le nom Boanerges a donné lieu à de nombreuses spéculations. Étant donné la traduction grecque fournie par le texte biblique (« Fils du Tonnerre »), il semble que le premier élément du nom soit bnē, « fils de » (le pluriel de « bar »), en araméen (בני). Ceci est représenté par βοάνη (boanē), donnant deux voyelles dans la première syllabe là où une seule serait suffisante. On pourrait en déduire que la translittération grecque est erronée. La deuxième partie du nom est souvent considérée comme étant rḡaš (« tumulte ») en araméen (רגיש), ou rḡaz (« colère ») en araméen (רגז). Maurice Casey soutient cependant que rḡaš est une simple mauvaise lecture du mot pour le tonnerre, rḡam (en raison de la similitude des symboles hébreux samech et mem correspondant aux sons araméens du s et du m final). Ceci est confirmé par une traduction syriaque du nom sous la forme bnay ra'mâ. La Peshitta se lit comme suit : ܒܢܝ ܪܓܫܝ bnay rḡešy, ce qui correspondrait à une composition ultérieure basée sur une lecture byzantine du grec original.

### Céphas (Κηφᾶς)
Jean 1:42
Et il le conduisit à Jésus. Jésus, l'ayant regardé, dit : Tu es Simon, le fils de Jonas ; tu seras appelé Céphas, ce qui signifie Pierre.
1 Corinthiens 1:12
Ce que je veux dire, c'est que chacun de vous dit : "Moi, je suis de Paul !", "Moi, d'Apollos !", "Moi, de Céphas !", "Moi, du Christ !"
Galates 1:18 LSG
Puis, trois ans après, je montai à Jérusalem pour voir Pierre, et je restai avec lui quinze jours.
Dans ces passages, « Céphas » est donné comme surnom de l'apôtre mieux connu sous le nom de Simon Pierre. Le mot grec est translittéré en Κηφᾶς (Kēphâs).
Le prénom de l'apôtre semble être Simon, et on lui donne le surnom araméen kēpā, qui signifie « rocher » ou « pierre ». Le sigma final (ς) est ajouté en grec pour rendre le nom masculin plutôt que féminin. Le fait que la signification du nom était plus importante que le nom lui-même nous est démontré par l'acceptation universelle de la traduction grecque, Πέτρος (Pétros). On ne sait pas pourquoi Paul utilise le nom araméen plutôt que le nom grec pour Simon Pierre lorsqu'il écrit aux églises de Galatie et de Corinthe. Il écrivait peut-être à une époque antérieure à celle où Céphas était connu sous le nom populaire de Pierre.
Selon Clément d'Alexandrie, il y avait deux personnes nommées Céphas : l'une était l'apôtre Simon Pierre, et l'autre était l'un des soixante-dix apôtres de Jésus. Clément va plus loin en disant que c'est Céphas des Soixante-dix qui a été condamné par Paul dans Galates 2 pour ne pas avoir mangé avec les Gentils, bien que ce soit peut-être la manière de Clément de détourner la condamnation de Simon Pierre. En 1708, un jésuite français, Jean Hardouin, écrivit une thèse qui soutint que « Pierre » était en fait « un autre Pierre », d'où l'importance d'utiliser le nom Céphas (Pierre en araméen). En 1990, Bart D. Ehrman écrivit un article dans le Journal of Biblical Literature, affirmant de la même manière que Pierre et Céphas doivent être considérés comme des personnes différentes, citant les écrits de Clément d'Alexandrie et l'Epistula Apostolorum pour soutenir sa théorie ; L'article d'Ehrman reçut une critique détaillée de Dale Allison, qui soutint que Pierre et Céphas sont, en fait, une seule et même personne. Ehrman a par la suite rétracté sa proposition, la jugeant « hautement improbable ».
En araméen, cela pourrait correspondre à la forme כיפא.

### Thomas (Θωμᾶς)
Jean 11:16
Thomas, appelé Didyme, dit alors aux disciples : Allons-y, nous aussi, pour mourir avec lui.
Thomas (Θωμᾶς) est mentionné parmi les disciples de Jésus dans les quatre Évangiles et dans les Actes des Apôtres. Cependant, c'est seulement dans l'Évangile selon Jean que l'on trouve davantage d'informations à ce sujet. À trois endroits (Jean 11:16, 20:24 et 21:2), on lui donne le nom de Didyme (Δίδυμος), le mot grec pour « jumeau ». En réalité, « le Jumeau » n’est pas seulement un nom de famille, c’est une traduction de « Thomas ». Le grec Θωμᾶς —Thōmâs— vient de l'araméen tōmā, « jumeau ». Ainsi, plutôt que deux noms personnels, Thomas Didyme, il existe un seul surnom, le Jumeau. La tradition chrétienne lui donne le nom propre Judas, et il fut peut-être nommé Thomas pour le distinguer d'autres personnes portant le même nom.
La forme araméenne pourrait être ܬܐܘܡܐ.

### Tabitha (Tabia)
Actes 9:36
Il y avait à Joppé une disciple nommée Tabitha, ce qui signifie Dorkas. Elle faisait beaucoup de bonnes œuvres et donnait largement d’aumônes.
Le nom du disciple est donné à la fois en araméen (Ταβιθά) et en grec (Δορκάς). Le nom araméen est une translittération de Ṭḇīthā, la forme féminine de טביא (Ṭaḇyā). Les deux noms signifient « gazelle ».
Ce n'est peut-être qu'une coïncidence si les paroles de Pierre au verset 40 : « Tabitha, lève-toi ! » (Ταβιθᾶ ἀνάστηθι), sont similaires à l'expression « talitha kum » utilisée par Jésus.
La forme araméenne pourrait être טביתא.

## Les noms de lieux araméens dans le Nouveau Testament

### Gethsémani (Γεθσημανῆ)
Matthieu 26:36
Alors Jésus arriva avec eux à un lieu appelé Gethsémané, et il dit aux disciples : Asseyez-vous ici, pendant que je m'éloignerai pour prier.
Marc 14:32
Ils arrivèrent à un endroit appelé Gethsémané, et il dit à ses disciples : Asseyez-vous ici, pendant que je prierai.
L'endroit où Jésus emmène ses disciples pour prier avant son arrestation porte la translittération grecque Γεθσημανῆ (Gethsēmanē). Il représente l'araméen Gath-Šmānē, qui signifie « le pressoir à huile » ou « la cuve à huile » (en référence à l'huile d'olive).
En araméen, cela pourrait correspondre à ܓܕܣܡܢ. Ce nom de lieu est plus précisément une version araméenne d'un nom de lieu hébreu original. Gath גת est un mot couramment usité pour « presse » en hébreu, généralement utilisé pour un pressoir à vin et non pour un pressoir à olives ; et shemanei שמני correspond au mot hébreu shemanim שמנים qui signifie « huiles », la forme plurielle du mot shemen שמן, le mot hébreu principal pour huile, retrouvé ici sous une forme construite (-ei au lieu du suffixe pluriel ordinaire -im). Le mot araméen pour « huile » est plus correctement mišḥa (משחא), comme l'attestent également les écrits juifs en araméen de Galilée (voir Caspar Levias, A Grammar of Galilean Aramaic, Jewish Theological Seminary of America, 1986).

### Golgotha (Γολγοθᾶ)
Marc 15:22
Ils le conduisirent à un endroit appelé Golgotha, ce qui signifie lieu du crâne.
Jean 19:17
Ils prirent donc Jésus, et, portant lui-même sa croix, il alla vers le lieu appelé le Crâne, qui se dit en hébreu Golgotha.
Gagūltā, en araméen, signifie « crâne ». Le nom apparaît dans tous les évangiles, sauf dans celui de Luc, qui appelle le lieu simplement Kranion (Κρανίον) « le crâne » en grec, sans équivalent sémitique. Le nom « Calvaire » est tiré de la traduction latine de la Vulgate, Calvaria.
En araméen, cela pourrait correspondre à la forme ܓܓܘܠܬܐ. Bien que ce mot ait la forme finale araméenne -ta / -tha, il est par ailleurs plus proche du mot hébreu pour crâne, gulgolet גולגולת, que de la forme araméenne.

### Gabbatha (Gabbatha)
Jean 19:13
Lorsque Pilate eut entendu ces paroles, il fit sortir Jésus, et il s'assit sur le tribunal, au lieu appelé le Pavé, en hébreu Gabbatha.
Le nom du lieu semble être araméen. Selon Josèphe, Guerre, V.ii.1, #51, le mot Gabath signifie lieu élevé, ou endroit élevé, donc peut-être une zone plate surélevée près du temple. Le « א » final pourrait alors représenter l’état emphatique du nom.
En araméen, cela pourrait correspondre au mot גבהתא.

### Akeldama (Ἀκελδαμά)
Actes 1:19
Et cela a été connu de tous les habitants de Jérusalem, de sorte que ce champ a été appelé dans leur langue : Akeldama, c'est-à-dire Champ du sang.
Le lieu de la mort de Judas Iscariote est clairement nommé Champ de Sang en grec. Cependant, la tradition manuscrite donne un certain nombre d'orthographes différentes de l'original araméen. Le texte majoritaire se lit comme suit : Ἀκελδαμά (Akeldama) ; d'autres versions manuscrites donnent Ἀχελδαμάχ (Acheldamach), Ἁκελδαμά (Hakeldama), Ἁχελδαμά (Hacheldama) et Ἁκελδαμάχ (Hakeldamach). Malgré ces variantes orthographiques, l'araméen signifie très probablement ḥqēl dmā, « champ de sang ». Bien que l'ajout du son grec [kh] à la fin du mot semble gratuit et difficile à justifier, la Septante fait de même en ajoutant ce son à la fin du nom sémitique Ben Sira pour créer le nom grec du Livre de Sirach (latin : Sirach). Ce son pourrait être une particularité dialectale, tant des locuteurs grecs que des locuteurs de la langue sémitique d'origine.
En araméen, cela pourrait correspondre à la forme חקל דמא.

### Piscine de Bethesda (Βηθεσδά)
Jean 5:2
Il y a à Jérusalem, près de la porte des Brebis, un étang, appelé en hébreu Bethesda, ayant cinq portiques.
Bethesda était à l'origine le nom d'une piscine à Jérusalem, sur le chemin de la vallée de Beth Zeta, et est également connue sous le nom de piscine des moutons. Ce nom en araméen signifie « Maison de la Grâce ». Il est associé à la guérison. Dans Jean 5, il est rapporté que Jésus a guéri un homme à la piscine.
Pour d'autres noms de lieux araméens dans le Nouveau Testament commençant par beth (« maison de »), voir Bethabara, Béthanie, Bethphagé et Bethsaïda et Bethléem.
En araméen, « Bethesda » pourrait s'écrire בית חסדא.